# Hilde Gerg
Hilde Gerg (n. 19 octombrie 1975, Lenggries, Bavaria, Germania) este o schioare alpină ce a reprezentat Germania, medaliată olimpică. A participat la 3 ediții ale Jocurilor Olimpice (1994, 1998, 2002) în care a câștigat o medalie de aur și o medalie de bronz.